# Parafia św. Flannana w Zillmere
Parafia św. Flannana w Zillmere – parafia rzymskokatolicka, należąca do archidiecezji Brisbane.
Przy parafii funkcjonuje katolicka szkoła podstawowa św. Flannana.